# NGC 1741A
NGC 1741A (również PGC 16574 lub HCG 31A) – galaktyka spiralna znajdująca się w gwiazdozbiorze Erydanu w odległości około 179 milionów lat świetlnych od Ziemi. Galaktyka ta znajduje się w fazie łączenia z sąsiednią galaktyką NGC 1741B. Galaktyka NGC 1741A została odkryta 6 stycznia 1878 roku przez francuskiego astronoma Édouarda Stephana. NGC 1741A wraz z NGC 1741B należą do zwartej grupy galaktyk Hickson 31. Zostały skatalogowane jako Arp 259 w Atlasie Osobliwych Galaktyk Haltona Arpa.